# Helymaeus vitticollis
Helymaeus vitticollis är en skalbaggsart som beskrevs av Aurivillius 1908. Helymaeus vitticollis ingår i släktet Helymaeus och familjen långhorningar. Inga underarter finns listade i Catalogue of Life.